# Nirj Deva
Niranjan Joseph De Silva Deva-Aditya (født 11. maj 1948) er siden 1999 britisk medlem af Europa-Parlamentet, valgt for Konservative Parti (UK) (indgår i parlamentsgruppen ECR).